# Argiolaus nyanzae
Argiolaus nyanzae är en fjärilsart som beskrevs av Henry Stempffer och Bennett 1958. Argiolaus nyanzae ingår i släktet Argiolaus och familjen juvelvingar. Inga underarter finns listade i Catalogue of Life.